# Иван Йорданов (офицер)
Иван Младенов Йорданов е български офицер, бригаден адмирал, доцент.

## Биография
Роден е на 26 ноември 1946 г. в Годеч. През 1965 г. завършва средното си образование. През 1970 г. завършва Висшето военноморско училище във Варна със специалност „Морски свръзки“ като първенец на випуска.
През 1971 г. е вербуван за агент от III управление (военно контраразузнаване) на Държавна сигурност с псевдоним Миланов. Снет е от отчет и през 1984 г. отново възстановен. През 1989 г. окончателно е снет от действащ оперативен отчет.
Завършва Военноморската академия в Санкт Петербург през 1977 г. със златен медал, а през 1983 г. защитава дисертация в академията. От 1973 г. преподава във Висшето военноморско училище. Там е бил началник на катедра, на учебен отдел, заместник-началник по учебната и научната част. През 1993 г. получава научно звание (научна длъжност) „доцент“. На 6 май 1998 г. е назначен за началник на ВВМУ „Н. Й. Вапцаров“, считано от 7 май 1998 г. На 7 юли 2000 г. е удостоен с висше военно звание бригаден адмирал. На 1 август 2000 г. е освободен от длъжността началник на Висшето военноморско училище „Н.Й. Вапцаров“.
Бил е аташе по отбраната на Република България във Великобритания от 1995 г. до 1998 г. и в САЩ от 2000 г. до 2002 г. Излиза в запас и в периода 2 август 2002 – 1 октомври 2003 г. е директор на Дирекция в Министерството на отбраната. Снет на 26 ноември 2009 г. от запаса поради навършване на пределна възраст за генерали 63 г. От 2002 г. е преподавател в Техническия университет във Варна.

## Военни звания
- Лейтенант – 1970
- Бригаден адмирал (7 юли 2000)